# Otto I van Saksen
Otto I van Saksen (ca. 850 - 30 november 912), de Illustere, was hertog van het hertogdom Saksen en legde de basis voor de macht van de Ottonen.
Otto was een zoon van Liudolf van Saksen en van Oda van Billung. In 877 was hij graaf van de Thüringgau. In 880 volgde hij zijn broer Bruno op, die was gesneuveld tegen de Denen, als hertog van Saksen. Daarmee was hij de eerste die Saksen als erfopvolger bestuurde. Hij had uitstekende relaties met de verschillende koningen en verkreeg zo steeds grotere bevoegdheden en regeerde uiteindelijk praktisch als een zelfstandig vorst in Saksen. Hij was Arnulf van Karinthië zeer behulpzaam bij diens Italiaanse krijgstochten en werd volgens sommige bronnen in dat jaar tot stadhouder van Milaan benoemd. Otto werd ook de opvoeder van Arnulfs zoon Lodewijk IV.
In 897 verwierf Otto nog het graafschap Eichsfeld. In 898 woonde hij de landdag van koning Zwentibold bij in Aken. En het jaar daarna steunde hij de mislukte oorlog van koning Arnulf tegen de Slaven. Daarna onderwierp hij op eigen kracht de aangrenzende Slavische stammen en legde hun een schatting op, en sloeg aanvallen van de Hongaren af. De invallen van de Hongaren leidden ertoe dat steeds meer Saksische en Thüringse edelen zich onder zijn bescherming stelden. In 908 werd Otto voogd van Hersfeld. In datzelfde jaar nam hij ook de eigendommen van de overleden markgraaf Burkhart van Thüringen in bezit, zonder daarover zelfs maar met het hof van de koning te overleggen.
Nadat Lodewijk IV in 911 zonder erfgenaam overleed, werd aan Otto de koningskroon aangeboden maar hij weigerde wegens zijn leeftijd. In plaats daarvan steunde hij de kandidatuur van Koenraad I van Franken.
Otto is begraven in de kloosterkerk van Gandersheim.
Otto was gehuwd met Hedwig van Babenberg, zij kregen de volgende kinderen:
- mogelijk onbekende dochter (ca. 870) , gehuwd met graaf Ekkehard, grootouders van abt Burkhard van Sankt-Gallen
- Thankmar, overleden voor Otto
- Liudolf, overleden voor Otto, vader van Ekkehard, van hem stammen een aantal markgraven van Meißen af.
- Hendrik de Vogelaar
- Barbara, gehuwd met Hendrik, de stamvader der Oostenrijkse markgraven (volgens andere bronnen de vader van Otto's echtgenote)
- Oda (ca. 884 - 2 juli na 952), gehuwd (Worms, 897) met koning Zwentibold, (900) Gerard van de Metzgau en met (na 910) Eberhard van de Oberlahngau. Zij overleefde al haar echtgenoten die allen in veldslagen het leven lieten.
- Liutgard, 919-923 abdis van Gandersheim
- mogelijk Irminburg, (ovl. voor 936), gehuwd met Siegfried, zoon van markgraaf Thietmar van Meißen.

Bij een onbekende vrouw zou Otto nog een dochter hebben gehad, die trouwde met ene Wido uit Thüringen.

## Voorouders
| Voorouders van Otto I van Saksen (850–912) | Voorouders van Otto I van Saksen (850–912)               | Voorouders van Otto I van Saksen (850–912)               | Voorouders van Otto I van Saksen (850–912)               | Voorouders van Otto I van Saksen (850–912)               | Voorouders van Otto I van Saksen (850–912)               | Voorouders van Otto I van Saksen (850–912)               | Voorouders van Otto I van Saksen (850–912)               | Voorouders van Otto I van Saksen (850–912)               |
| ------------------------------------------ | -------------------------------------------------------- | -------------------------------------------------------- | -------------------------------------------------------- | -------------------------------------------------------- | -------------------------------------------------------- | -------------------------------------------------------- | -------------------------------------------------------- | -------------------------------------------------------- |
| Overgrootouders                            | Bruno van Engern (725-) ∞ Gisla van Verla (735-)         | Bruno van Engern (725-) ∞ Gisla van Verla (735-)         | ? (-) ∞ ? (-)                                            | ? (-) ∞ ? (-)                                            | ? (–) ∞ ? (-)                                            | ? (–) ∞ ? (-)                                            | Pepijn van Italië (777–801) ∞ ? (-)                      | Pepijn van Italië (777–801) ∞ ? (-)                      |
| Grootouders                                | Bruno van Saksen (770-) ∞ Auda (780-)                    | Bruno van Saksen (770-) ∞ Auda (780-)                    | Bruno van Saksen (770-) ∞ Auda (780-)                    | Bruno van Saksen (770-) ∞ Auda (780-)                    | princeps van Billung (-) ∞ Aida van Italië (789-)        | princeps van Billung (-) ∞ Aida van Italië (789-)        | princeps van Billung (-) ∞ Aida van Italië (789-)        | princeps van Billung (-) ∞ Aida van Italië (789-)        |
| Ouders                                     | Liudolf van Saksen (806-866) ∞ Oda van Billung (806-913) | Liudolf van Saksen (806-866) ∞ Oda van Billung (806-913) | Liudolf van Saksen (806-866) ∞ Oda van Billung (806-913) | Liudolf van Saksen (806-866) ∞ Oda van Billung (806-913) | Liudolf van Saksen (806-866) ∞ Oda van Billung (806-913) | Liudolf van Saksen (806-866) ∞ Oda van Billung (806-913) | Liudolf van Saksen (806-866) ∞ Oda van Billung (806-913) | Liudolf van Saksen (806-866) ∞ Oda van Billung (806-913) |